# STS–61

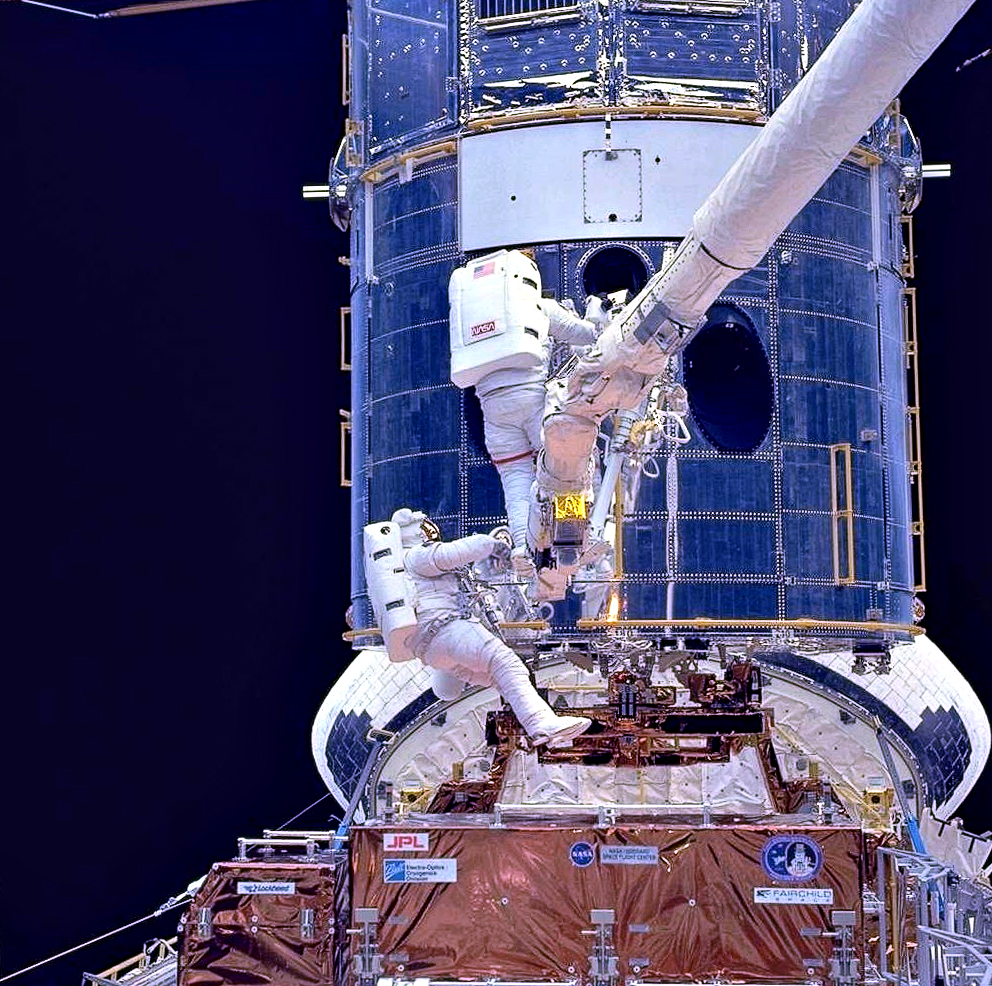
Az STS-61 űrhajósai az Endeavour rakteréhez kapcsolt HST-t javítják

Az STS–61 az amerikai űrrepülőgép-program 59., az Endeavour űrrepülőgép 5. repülése.

## Küldetés
Legfőbb feladat, hogy visszaállítsák a HST tudományos képességeit.

## Jellemzői
A beépített kanadai Canadarm (RMS) manipulátor kart 50 méter kinyúlást biztosított (műholdak indítás/elfogása, külső munkák [kutatás, szerelések], hővédőpajzs külső ellenőrzése) a műszaki szolgálat teljesítéséhez.

### Első nap
1993. december 2-án a szilárd hajtóanyagú gyorsítórakéták, Solid Rocket Booster(SRB) segítségével Floridából, a Cape Canaveral (KSC) Kennedy Űrközpontból, a LC39–B (LC–Launch Complex) jelű indítóállványról emelkedett a magasba. Az orbitális pályája 93,3 perces, 28,5 fokos hajlásszögű, elliptikus pálya perigeuma 291 kilométer, az apogeuma 576 kilométer volt. Felszálló tömeg indításkor 113 540 kilogramm, leszálló tömeg 94 976 kilogramm. Szállított hasznos teher 10 949 kilogramm

## Hasznos teher
1. Az elhelyezett IMAX kamera rendszer teljes egészében felvette az űrhajósok szolgálattételét. A kamerák a földi támogató egység munkáját is segítették.
2. Pilot In- Flight Landing Operations Trainer (PILOT) – a leszállást segítő szimulátor. A pilóta gyakorlatokat végez a világűrben, hogy készsége biztosítsa az űrrepülőgép biztonságos landolását.
3. Air Force Maui Optical Site (AMOS) – radar- és optikai megfigyelések elősegítése, a földi egységek kalibrálásának biztosítása
4. Az egyik legbonyolultabb küldetés a Space Shuttle program történetében. A NASA első Hubble–űrteleszkóp (HST) szervizelési munkája alkalmával a High Speed Photometer (HSP) helyére beépítették a Corrective Optics Space Telescope Axial Replacement (COSTAR) korrekciós optikát (javítva a szférikus aberrációt), a Wide Field and Planetary Camera (WF/PC) helyére pedig a korrektorral rendelkező WF/PC2 kamerát.

A második nap a legénység részletes ellenőrizte a hasznos terhet, a robotkart és az űrruhákat. Jeffrey Hoffman fedezte fel az űrtávcsövet, megjegyezve, hogy a jobb oldali napelemtábla 90 fokos szögben elhajolt állapotban van. Földi parancsra a nyitott antennák zárt pozícióba helyezték. Közben az űrrepülőgépet a HST közelébe manőverezték, az utolsó 360 méteren Richard Covey kézi vezérléssel halad. Claude Nicollier használt a robotkart, visszanyerés után kikötötte a raktérbe. A robotkarra szerelt kamera segítségével külső vizsgálatot végeztek.

### Űrséták
A repülésen négy űrhajós, megosztott műszakban összesen öt űrsétát végzett, mely mai napig fennálló rekord az űrhajózás történetében. Az eredményes szolgálat teljesítése miatt a két tartalék űrsétára nem került sor. A földi támogató (tanácsadó, problémamegoldó) csapat folyamatosan segítette az űrhajósok munkáját.
(zárójelben a dátum és az időtartam)
- EVA 1: Musgrave és Hoffman (1993. december 5., 7 óra 54 perc)
- EVA 2: Thornton és Akers (1993. december 6., 6 óra 36 perc)
- EVA 3: Musgrave és Hoffman (1993. december 7., 6 óra 47 perc)
- EVA 4: Thornton és Akers (1993. december 8., 6 óra 50 perc)
- EVA 5: Musgrave és Hoffman (1993. december 9., 7 óra 21 perc)

#### EVA 1
Musgrave és Hoffman megbontotta a védőburkolatokat, szabaddá téve a szereléshez szükséges HST egységeket. Modernebbre cserélték a stabilizálást biztosító giroszkópokat, valamint az elektromos vezérlőegységeket. Szolgálatuk alatt előkészítették a napelemtábla cseréjét. Végrehajtott űrsétájuk, a 8 óra és 29 perces időtartam (STS–49) után a második leghosszabb volt. Az STS–102 küldetése során teljesített 8 óra 56 perces űrsétával a harmadik leghosszabb űrséta lett.

#### EVA 2
A második űrséta előtt Thornton űrruhájában technikai problémák léptek fel. Az ellenőrzés (jégrög olvadása, tartalék összeköttetésre váltás) engedélyezte az űrséta végrehajtását. Thornton és Akers az előkészített új napelemtáblákat a robotkar üzemeltetésével a HST hibás egységével kicserélte. A visszahúzható (összecsukva 5 méter) napelemszárny hossza 12 méter, szélessége 2,5 méter, súlya 160 kilogramm. 84 négyzetméteres felületét 50 000 szilícium fotoelektromos cellák borítják, teljesítménye 4,5 kilowatt (kW). Thornton a szétcsatlakoztatott napelemtáblát kezében tartotta, majd egy mozdulattal ellökte a HST/űrrepülőgép közeléből. Az űrrepülőgép másodpercenként 5 méteres (1,5 m/s) sebességgel eltávolodott a napelemtől. Szolgálatuk alatt előkészítették a következő űrséta munkálatait. A földi üzemeltetők műszeres technikai, működési próbákat végeztek.

#### EVA 3
Musgrave és Hoffman a régi Wide Field and Planetary Camerát (WF/PC) kibontották, a 280 kilogramm egységet kiemelték, majd az új, korrektorral rendelkező WF/PC2 kamerát rögzítették. A földi üzemeltetők egy 35 perces tesztet végeztek, jelezve az űrhajósoknak az egység működőképességét. A munka folytatásaként kicserélték a magnetométereket (A Föld mágneses mezejének érzékelése), a Hubble űrtávcső iránytűjét.

#### EVA 4
Thornton és Akers feladata volt a 487 kilogramm súlyú, telefonfülke méretű Corrective Optics Space Telescope Axial Replacement (COSTAR) cseréjének végrehajtása, az elektronikai egységet is kicserélték. A szerelési műveletek befejezését követően az Endeavour olyan manővert végzett, amivel orbitális pályája körkörös perigeuma 587 kilométer, az apogeuma 594 kilométer lett.

#### EVA 5
Musgrave és Hoffman egy nem tervezett űrsétával kicserélte a Solar Array Drive Electronics (SADE) egységét. Elektronikai vezérlő egységét, amely magában foglalja a meghajtó elektronikát. Az egység továbbítja a parancsokat a szárnyszerelvénybe. A gépi csere nem sikerült, de kézzel megoldották a feladatot. A földi üzemeltetők elvégezték a HST tesztelését, majd megállapították, hogy pályairányba lehet helyezni. Claude Nicollier a robotkarral megfogta az űregységet, elemelte a raktérből, majd elengedte. Az űrrepülőgép lassú mozgással eltávolodott.

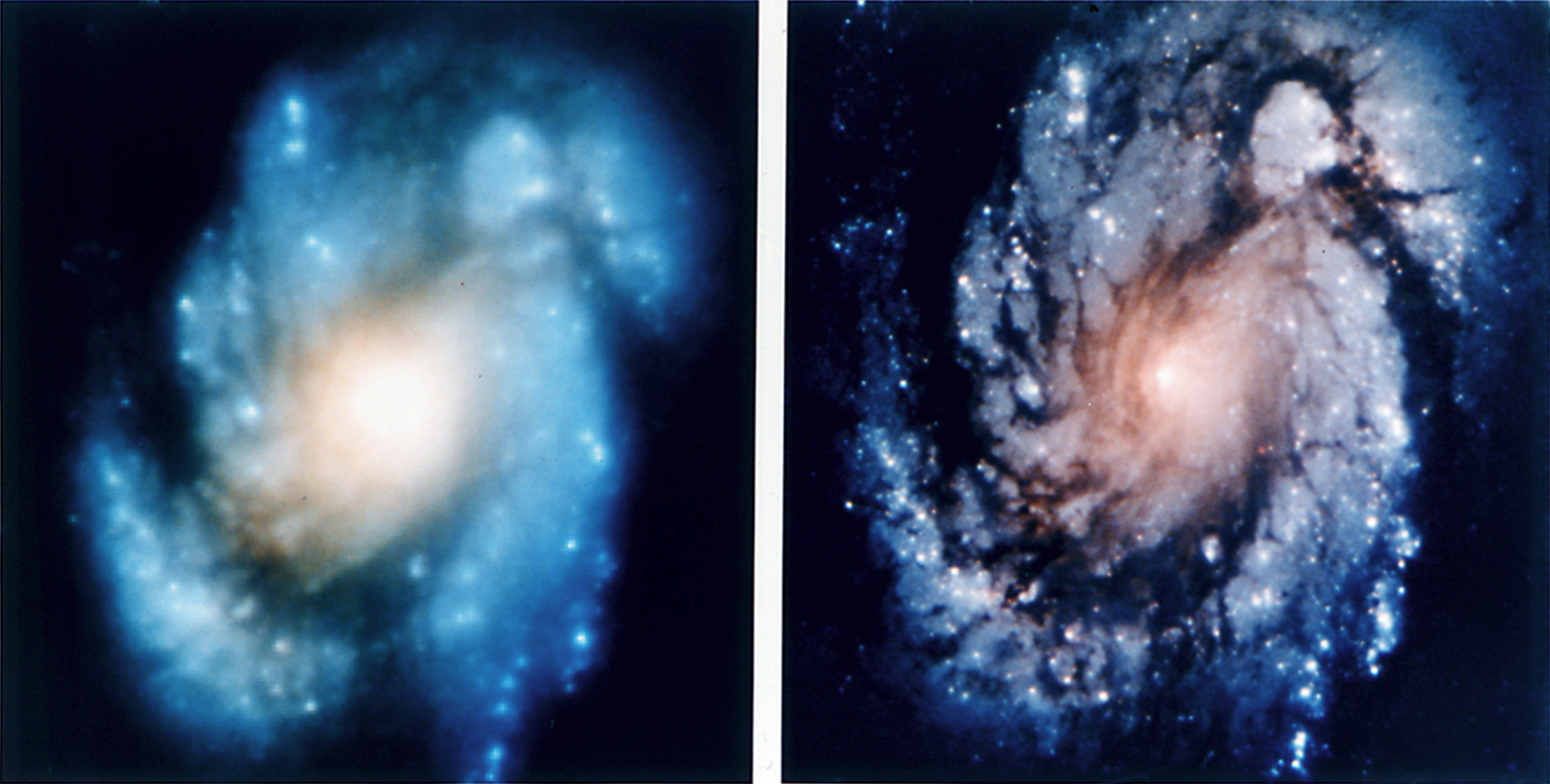
Az M100 spirálgalaxis a HST felvételén a COSTAR felszerelése előtt és azt követően

#### Tizedik nap
1993. december 13-án a Kennedy Űrközpontban (KSC), kiinduló bázisán szállt le. Összesen 10 napot, 19 órát, 58 percet és 33 másodpercet töltött a világűrben. 7 135 464 kilométert (4 433 772 mérföldet) repült, 163 alkalommal kerülte meg a Földet.

## Személyzet
(zárójelben a repülések száma az STS–61 küldetéssel együtt)
- Richard Covey (4), parancsnok
- Kenneth Dwane Bowersox (2), pilóta
- Story Musgrave (5), rakományfelelős
- Kathryn Thornton (3), küldetésfelelős
- Claude Nicollier (2), küldetésfelelős, – (ESA, Svájc)
- Jeffrey Hoffman (4), küldetésfelelős
- Thomas Dale Akers (3), küldetésfelelős

### Visszatérő  személyzet
- Richard Oswalt Covey (4), parancsnok
- Kenneth Dwane Bowersox (2), pilóta
- Franklin Story Musgrave (5), rakományfelelős
- Kathryn Thornton (3), küldetésfelelős
- Claude Nicollier (2), küldetésfelelős,
- Jeffrey Alan Hoffman (4), küldetésfelelős
- Thomas Dale Akers (3), küldetésfelelős